# Eberhard Vogel
Eberhard Vogel (Altenhain, 8 de abril de 1943) é um ex-futebolista alemão.

## Carreira
Jogador da antiga Alemanha Oriental, sua carreira durou 20 anos, dividida entre dois clubes: o Karl-Marx-Stadt, de 1962 a 1970, ganhando o campeonato alemão-oriental de 1967, o único do clube; e o Carl Zeiss Jena, entre 1970 e 1982, conquistando cinco Copas da Alemanha Oriental e sendo vice-campeão da Recopa Européia de 1981, quando já tinha 38 anos.
Vogel jogou pela Seleção Alemã-Oriental na Copa do Mundo de 1974, o único mundial disputado pela República Democrática Alemã. A equipe conseguiu chegar à 2ª fase, vencendo na primeira a rival, a anfitriã do evento e futura campeã Alemanha Ocidental. Vogel conquistou dois bronzes olímpicos: na Olimpíada de Tóquio, 1964, quando os jogadores da Alemanha Oriental representaram a Alemanha Unificada, e na Olimpíada de Munique, 1972, como representante da Alemanha Oriental. Ao todo, ele representou a equipe nacional 74 vezes e marcando 25 gols entre 1962 e 1976.
Após a reunificação, chegou a ser técnico do Hannover 96.